# Teología de la prosperidad
La teología de la prosperidad (a veces denominada el evangelio de la prosperidad, evangelio de la salud y la riqueza o evangelio del éxito) es una creencia religiosa controvertida que sostiene que la bendición financiera y el bienestar físico son siempre la voluntad de Dios para ellos, y que la fe, el discurso positivo y las donaciones a causas religiosas aumentarán la riqueza material de uno. La teología de la prosperidad ve la Biblia como un contrato entre Dios y los humanos: si los humanos tienen fe en Dios, él les dará seguridad y prosperidad.
La doctrina enfatiza la importancia del poder personal, proponiendo que es la voluntad de Dios que su pueblo sea bendecido. Se interpreta que la expiación (reconciliación con Dios) incluye el alivio de la enfermedad y la pobreza, que se consideran maldiciones que deben romperse mediante la fe. Asegura que esto se logra a través de donaciones de dinero, visualización y confesión positiva.
Fue durante los renacimientos curativos de la década de 1950 cuando la teología de la prosperidad llegó por primera vez a la prominencia en los Estados Unidos, aunque los comentaristas han vinculado los orígenes de su teología al movimiento del Nuevo Pensamiento que comenzó en el siglo XIX. La enseñanza de la prosperidad figuró más tarde de manera prominente en el movimiento de la "Palabra de Fe" y en el televangelismo de los años 80. En los años noventa y en los años 2000, fue adoptada por líderes influyentes del Movimiento Pentecostal y del Movimiento Carismático de los Estados Unidos y se ha extendido por todo el mundo. Entre los líderes destacados en el desarrollo de la teología de la prosperidad se encuentran E. W. Kenyon, Oral Roberts,  A. A. Allen, Robert Tilton, T. L. Osborn, Joel Osteen, Creflo Dollar, Kenneth Copeland,  Reverend Ike, y Kenneth Hagin.
La teología de la prosperidad ha sido criticada por líderes de varias denominaciones cristianas, tanto protestantes como católicas, incluso dentro de los movimientos pentecostales y carismáticos, que sostienen que es irresponsable al ofrecer la riqueza como solución a todo problema humano, promueve la idolatría hacia el dinero, fomenta el pecado capital de codicia, y es –por último– contraria a las enseñanzas de la Biblia. Observadores seculares y algunos cristianos también han criticado la "teología de la prosperidad" como explotadora de los pobres a quienes se exigen constantes donaciones de dinero para "mantener la bendición de Dios". Las prácticas de algunos predicadores han atraído escándalos y algunos han sido acusados de fraude financiero.

## Historia

### Los antecedentes de finales delsigloXIXy principios delXX
Según la historiadora Kate Bowler, el evangelio de la prosperidad se formó a partir de la intersección de tres ideologías diferentes: Pentecostalismo, Nuevo Pensamiento, y "un evangelio americano de pragmatismo, individualismo y ascenso". Este "evangelio americano" fue mejor ejemplificado por el Evangelio de la Riqueza de Andrew Carnegie y el famoso sermón de Russell Conwell "Acres de Diamantes", en el que Conwell equiparó la pobreza con el pecado y afirmó que cualquiera podía llegar a ser rico a través del trabajo duro. Este evangelio de la riqueza, sin embargo, era una expresión del Cristianismo Musculoso y entendía que el éxito era el resultado del esfuerzo personal más que de la intervención divina.
El movimiento del Nuevo Pensamiento, que surgió en la década de 1880, fue el responsable de popularizar la creencia en el poder de la mente para lograr la prosperidad. Aunque inicialmente se centró en lograr la salud mental y física, los maestros del Nuevo Pensamiento, como Charles Fillmore, hicieron del éxito material un énfasis importante del movimiento. Para el siglo XX, los conceptos del Nuevo Pensamiento habían saturado la cultura popular americana, siendo características comunes tanto de la literatura de autoayuda como de la psicología popular.
E. W. Kenyon, un ministro bautista y adherente del movimiento de la Vida Superior, se le atribuye la introducción de las enseñanzas sobre el poder de la mente en el Pentecostalismo temprano. En la década de 1890, Kenyon asistió a la Universidad de Oratoria de Emerson donde fue expuesto al movimiento del Nuevo Pensamiento. Kenyon se relacionó más tarde con conocidos líderes pentecostales y escribió sobre la revelación sobrenatural y las declaraciones positivas. Sus escritos influenciaron a los líderes del naciente movimiento de prosperidad durante el resurgimiento de la curación en América después de la guerra. Kenyon y los posteriores líderes del movimiento de prosperidad han negado que fuera influenciado por el movimiento del Nuevo Pensamiento. El antropólogo Simon Coleman argumenta que hay "paralelismos obvios" entre las enseñanzas de Kenyon y el Nuevo Pensamiento.
Kenyon enseñó que la expiación sustitutiva de Cristo aseguraba a los creyentes el derecho a la curación divina. Esto se lograba a través de un discurso positivo y lleno de fe; la palabra hablada de Dios permitía a los creyentes apropiarse del mismo poder espiritual que Dios usó para crear el mundo y alcanzar las provisiones prometidas en la muerte y resurrección de Cristo. Se entendía que la oración era un acto legal vinculante. En lugar de pedir, Kenyon enseñó a los creyentes a exigir la curación, ya que ellos ya tenían el derecho legal de recibirla.
La mezcla de religión evangélica y creencias de poder mental de Kenyon, lo que él denominó "fe de superación", resonó con un pequeño pero influyente segmento del movimiento pentecostal. Los pentecostales siempre habían estado comprometidos con la curación por la fe, y el movimiento también poseía una fuerte creencia en el poder del habla (en particular el hablar en lenguas y el uso de los nombres de Dios, especialmente el nombre de Jesús). Las ideas de Kenyon se reflejarían en las enseñanzas de los evangelistas pentecostales F. F. Bosworth y John G. Lake (que codirigieron una congregación con el autor de Nuevo Pensamiento Albert C. Grier antes de 1915).

### Los renacimientos curativos de la posguerra
Mientras que las enseñanzas de Kenyon sobre la superación de la fe sentaron las bases para el evangelio de la prosperidad, la primera generación de pentecostales influenciados por él y otras figuras, como Bosworth, no vieron la fe como un medio para alcanzar la prosperidad material. De hecho, los primeros pentecostales tendían a ver la prosperidad como una amenaza para el bienestar espiritual de una persona. Sin embargo, en los años 40 y 50, una forma reconocible de la doctrina comenzó a tomar forma dentro del movimiento pentecostal a través de las enseñanzas de los evangelistas de la liberación y la curación. Combinando la enseñanza de la prosperidad con el renacimiento y la curación por la fe, estos evangelistas enseñaron "las leyes de la fe ('pedid y recibiréis') y las leyes de la reciprocidad divina ('dad y se os devolverá')".
Oral Roberts comenzó a enseñar teología de la prosperidad en 1947. Explicó las leyes de la fe como un "pacto de bendición" en el que Dios devolvería las donaciones "siete veces", prometiendo que los donantes recibirían de fuentes inesperadas el dinero que le habían donado. Roberts se ofreció a devolver cualquier donación que no condujera a un pago inesperado equivalente. En el decenio de 1970, Roberts caracterizó su enseñanza del Pacto de Bendición como la doctrina de la "fe de la semilla": las donaciones eran una forma de "semilla" que crecería en valor y se devolvería al donante. Roberts comenzó a reclutar "socios", donantes acaudalados que recibían invitaciones exclusivas para las conferencias y acceso a los ministerios a cambio de apoyo.
En 1953, el curandero A. A. Allen publicó El Secreto del Éxito Financiero Escritural y promovió mercancías como "virutas de tienda milagrosa" y paños de oración ungidos con "aceite milagroso". A finales de los 50, Allen se centró cada vez más en la prosperidad. Enseñó que la fe podía resolver milagrosamente los problemas financieros y afirmó que había tenido una experiencia milagrosa en la que Dios cambió sobrenaturalmente billetes de un dólar en billetes de veinte dólares para permitirle pagar sus deudas. Allen enseñó la "palabra de fe" o el poder de decir algo a la existencia.
En la década de 1960, la prosperidad se convirtió en el foco principal de los renacimientos curativos. T. L. Osborn comenzó a hacer hincapié en la prosperidad en el decenio de 1960 y se dio a conocer por sus muestras a menudo ostentosas de riqueza personal. Durante esa década, Roberts y William Branham criticaron a otros ministerios de prosperidad, argumentando que sus tácticas de recaudación de fondos presionaban injustamente a los asistentes. Estas tácticas fueron impulsadas en parte por el gasto de desarrollar redes de radio nacionales y programas de campaña. Al mismo tiempo, los líderes de la denominación de las Asambleas de Dios pentecostales a menudo criticaban el enfoque en la prosperidad que tomaban los evangelistas independientes de sanación.

### Televangelismo
Durante los años 60, los maestros del evangelio de la prosperidad abrazaron el teleevangelismo y llegaron a dominar la programación religiosa en los Estados Unidos. Oral Roberts fue uno de los primeros en desarrollar un programa semanal sindicado que se convirtió en el programa religioso más visto en los Estados Unidos. Para 1968, la televisión había suplantado a la reunión de la tienda de campaña en su ministerio.
El reverendo Ike, un pastor de la ciudad de Nueva York, comenzó a predicar sobre la prosperidad a finales de los años 60. Pronto tuvo programas de radio y televisión ampliamente difundidos y se distinguió por su estilo llamativo. Su franqueza sobre el amor a las posesiones materiales y las enseñanzas sobre la "Ciencia de la Mente" llevó a muchos evangelistas a distanciarse de él.
En el decenio de 1980, la atención del público de los Estados Unidos se centró en la teología de la prosperidad gracias a la influencia de prominentes televangelistas como Jim Bakker. La influencia de Bakker disminuyó, sin embargo, después de estar implicado en un escándalo de alto perfil. Como consecuencia de ello, la Trinity Broadcasting Network (TBN) surgió como la fuerza dominante en el teleevangelismo de la prosperidad, habiendo llevado a Robert Tilton y Benny Hinn a la prominencia.

### Palabra de fe
Aunque casi todos los evangelistas sanadores de los años 40 y 50 enseñaron que la fe podía traer recompensas financieras, en los años 70 se desarrolló una nueva enseñanza orientada a la prosperidad que difirió de la enseñada por los evangelistas pentecostales de los años 50. Este movimiento de "Confesión Positiva" o "Palabra de Fe" enseñó que un cristiano con fe puede hablar a la existencia de cualquier cosa consistente con la voluntad de Dios.
A Kenneth Hagin se le atribuyó un papel clave en la expansión de la teología de la prosperidad. Fundó el Centro de Entrenamiento Bíblico RHEMA en 1974, y en los siguientes 20 años, la escuela entrenó a más de 10.000 estudiantes en su teología. Como sucede con otros movimientos de prosperidad, no existe un órgano de gobierno teológico para el movimiento de la Palabra de Fe, y los ministerios conocidos difieren en algunas cuestiones teológicas, aunque muchos ministerios están vinculados de manera no oficial. Las enseñanzas de Kenneth Hagin han sido descritas por Candy Gunther Brown de la Universidad de Indiana como la forma más "ortodoxa" de enseñanza de la prosperidad de la Palabra de Fe.

### Crecimiento internacional
A finales de la década de 2000, los defensores afirmaron que decenas de millones de cristianos habían aceptado la teología de la prosperidad. El movimiento neopentecostal se ha caracterizado en parte por el énfasis en la teología de la prosperidad, que obtuvo una mayor aceptación dentro de la cristiandad carismática a finales de los 90. En la década de 2000, las iglesias que enseñaban la teología de la prosperidad vieron un crecimiento significativo en el Tercer Mundo. Según Philip Jenkins de la Universidad Estatal de Pensilvania, los ciudadanos pobres de los países empobrecidos a menudo encuentran la doctrina atractiva debido a su impotencia económica y el énfasis de la doctrina en los milagros. Una región que está experimentando un crecimiento explosivo es el África occidental, en particular Nigeria. En Filipinas, el movimiento El Shaddai, parte de la Renovación Carismática Católica, ha difundido la teología de la prosperidad fuera del cristianismo protestante. Una iglesia de la prosperidad de Corea del Sur, la Iglesia del Evangelio Completo de Yoido, llamó la atención en la década de 1990 al afirmar ser la congregación más grande del mundo.
En una encuesta realizada en 2006 por Time se informó de que el 17% de los cristianos de los Estados Unidos dijeron que se identificaban con el movimiento. En la década de 2000, los partidarios de la teología de la prosperidad en los Estados Unidos eran más comunes en el Cinturón Solar. En 2006, tres de las cuatro congregaciones más grandes de los Estados Unidos enseñaban la teología de la prosperidad, y se atribuye a Joel Osteen el mérito de haberla difundido fuera del movimiento pentecostal y carismático a través de sus libros, de los que se han vendido más de 4 millones de ejemplares. The Prayer of Jabez de Bruce Wilkinson también vendió millones de copias e invitó a los lectores a buscar la prosperidad.

### Historia reciente
En 2005, la Comisión de Caridad ordenó a Matthew Ashimolowo, el fundador del Centro Cristiano Internacional Kingsway, en gran parte africano, en el sur de Inglaterra, que predica un evangelio de "salud y riqueza" y recauda diezmos regularmente, que devolviera el dinero que se había apropiado para su uso personal. En 2017, la organización fue objeto de una investigación penal después de que un tribunal determinara, en 2015, que un miembro destacado había llevado a cabo un esquema Ponzi entre 2007 y 2011, perdiendo o gastando 8 millones de libras esterlinas del dinero de los inversores.
En 2007, el senador estadounidense Chuck Grassley abrió una investigación sobre las finanzas de seis ministerios de televangelismo que promovían la teología de la prosperidad: Ministerios Kenneth Copeland, Ministerios Dólar Creflo, Ministerios Benny Hinn, Ministerios Obispo Eddie Long, Ministerios Joyce Meyer, y Ministerios Paula White. En enero de 2011, Grassley concluyó su investigación afirmando que creía que la autorregulación de las organizaciones religiosas era preferible a la acción del gobierno. Sólo los ministerios dirigidos por Meyer y Hinn cooperaron con la investigación de Grassley.
La inauguración de Donald Trump como 45.º Presidente de los Estados Unidos incluyó oraciones de dos predicadores conocidos por abogar por la teología de la prosperidad. Paula White, una de las consejeras espirituales de Trump, dio la invocación.

## Teología

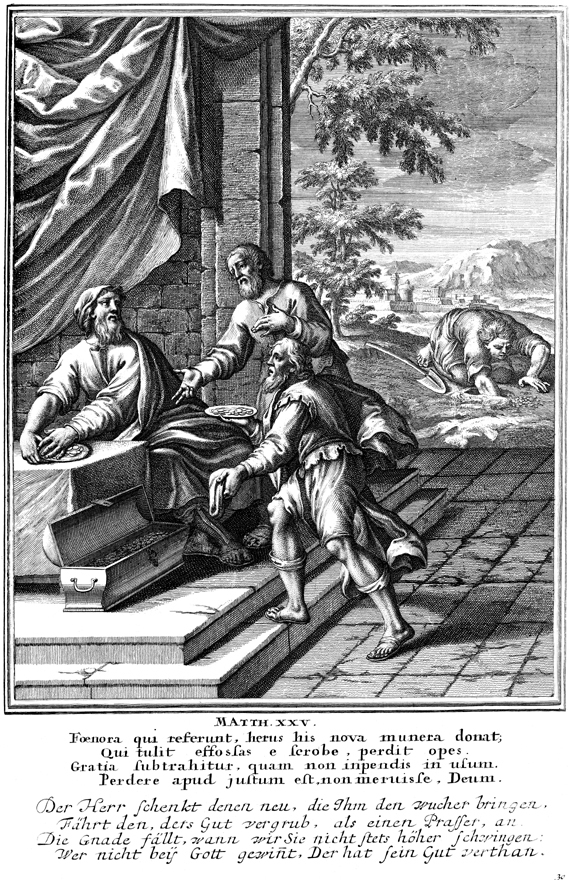
Los defensores de la teología de la prosperidad a menudo citan la parábola de los talentos (aquí representada en un grabado en madera de 1712)

La teología de la prosperidad enseña que los cristianos tienen derecho al bienestar y, dado que las realidades físicas y espirituales se consideran una realidad inseparable, interpreta el bienestar como salud física y prosperidad económica. Los maestros de la doctrina se centran en el empoderamiento personal, promoviendo una visión positiva del espíritu y el cuerpo. Sostienen que a los cristianos se les ha dado poder sobre la creación porque están hechos a imagen de Dios y enseñan que la confesión positiva permite a los cristianos ejercer dominio sobre sus almas y los objetos materiales que les rodean. Los líderes del movimiento ven la expiación como una forma de aliviar la enfermedad, la pobreza y la corrupción espiritual; la pobreza y la enfermedad son lanzadas como maldiciones que pueden ser quebrantadas por la fe y las acciones justas. Sin embargo, hay algunas iglesias de la prosperidad que buscan un paradigma de prosperidad más moderado o reformado. Kirbyjon Caldwell, pastor de una mega iglesia metodista, apoya una teología de la vida abundante, enseñando la prosperidad para todo el ser humano, que él ve como un camino para combatir la pobreza.
La riqueza se interpreta en la teología de la prosperidad como una bendición de Dios, obtenida a través de una ley espiritual de confesión positiva, visualización y donaciones. Los creyentes pueden ver este proceso en términos casi mecánicos; Kenneth Copeland, autor y televangelista estadounidense, sostiene que la prosperidad se rige por leyes, mientras que otros maestros describen el proceso de manera formulativa. Los periodistas David van Biema y Jeff Chu de Time han descrito las enseñanzas del pastor Creflo Dollar sobre la prosperidad como un contrato inviolable entre Dios y la humanidad.
La enseñanza de la teología de la prosperidad de la confesión positiva proviene de la visión de sus proponentes de las escrituras. La Biblia es vista como un contrato de fe entre Dios y los creyentes; Dios es entendido como fiel y justo, por lo que los creyentes deben cumplir con su fin del contrato para recibir las promesas de Dios. Esto lleva a la creencia en la confesión positiva: la doctrina de que los creyentes pueden reclamar lo que deseen a Dios, simplemente hablándolo. La teología de la prosperidad enseña que la Biblia ha prometido prosperidad a los creyentes, por lo que la confesión positiva significa que los creyentes están hablando con fe lo que Dios ya ha hablado de ellos. La confesión positiva se practica para lograr lo que ya se cree; la fe en sí misma es una confesión, y al hablarla se hace realidad.
La enseñanza depende a menudo de interpretaciones no tradicionales de los versículos de la Biblia, prestándose a menudo especial atención al Libro de Malaquías. Mientras que los cristianos generalmente han celebrado a Malaquías por sus pasajes sobre el Mesías, los maestros de la teología de la prosperidad suelen llamar la atención sobre sus descripciones de la riqueza física. Los versos que se citan con frecuencia incluyen:
- 3:10: "'Traed todos los diezmos al almacén, para que haya comida en mi casa, y probadme ahora aquí, dice el Señor de los ejércitos, si no os abriré las ventanas del cielo y os derramaré una bendición, para que no haya sitio suficiente para recibirla.'" (KJV)[8]
- 25:14–30: la  Parábola de los talentos[35]
- 10:10: "'He venido para que tengan vida, y para que la tengan en abundancia.'" (KJV)[8]
- 4:19: "Mi Dios suplirá todas sus necesidades de acuerdo a sus riquezas en gloria por Cristo Jesús." (KJV)[48]
- 1:2: "Amado, deseo sobre todas las cosas que prosperes y tengas salud, así como prospera tu alma." (KJV)[4]

La teología de la prosperidad se proyecta como la reivindicación de la verdadera doctrina y por lo tanto parte de un camino hacia el dominio cristiano sobre la sociedad secular. Sostiene que las promesas de prosperidad y victoria de Dios a Israel en el Antiguo Testamento se aplican a los cristianos del Nuevo Pacto hoy en día, y que la fe y las acciones santas liberan esta prosperidad. C. Peter Wagner, un líder de la Reforma Nueva Apostólica, ha argumentado que si los cristianos toman el dominio sobre aspectos de la sociedad, la Tierra experimentará "paz y prosperidad". Algunos latinoamericanos que han abrazado la teología de la prosperidad argumentan que el cristianismo ha puesto históricamente un enfoque innecesario en el sufrimiento. A menudo ven esto como una doctrina católica que debe ser descartada y reemplazada por un énfasis en la prosperidad. Los defensores de la teología de la prosperidad también sostienen que las promesas bíblicas de bendiciones que esperan a los pobres se han espiritualizado innecesariamente y deben entenderse literalmente.

### Prácticas
Las iglesias de la prosperidad ponen un fuerte énfasis en la importancia de dar. Algunos servicios incluyen un tiempo de enseñanza centrado en la ofrenda y la prosperidad, incluyendo referencias bíblicas al diezmo; y luego un sermón sobre otro tema que sigue a la ofrenda. Los líderes de las iglesias de la prosperidad a menudo afirman que se puede intercambiar una bendición específica por el dinero que se dona para su ministerio; se ha informado de que algunos han dado instrucciones a los fieles para que mantengan sus donaciones sobre sus cabezas durante la oración.
A los congregantes de las iglesias de la prosperidad se les anima a hacer declaraciones positivas sobre aspectos de sus vidas que desean ver mejorados. Estas declaraciones, conocidas como "confesiones positivas" (distintas de las confesiones de pecado), se dice que cambian milagrosamente aspectos de la vida de las personas si se hablan con fe. Las iglesias de la prosperidad también animan a la gente a "vivir sin límites" y a cultivar el optimismo sobre sus vidas. T. D. Jakes, pastor de la megaiglesia no confesional The Potter's House, ha argumentado a favor de la prosperidad, rechazando lo que él ve como la demonización del éxito. Él ve la pobreza como una barrera para vivir una vida cristiana, sugiriendo que es más fácil hacer un impacto positivo en la sociedad cuando uno es rico.
Mientras que algunas iglesias de la prosperidad tienen la reputación de manipular y alienar a los pobres, muchas están involucradas en programas sociales. Subyacente a estos programas está la teología del empoderamiento y el florecimiento humano con el objetivo de liberar a la gente de una mentalidad de "bienestar" o "víctima". Muchas iglesias de la prosperidad celebran seminarios sobre la responsabilidad financiera. Kate Bowler, una académica que estudia la teología de la prosperidad, ha criticado tales seminarios, argumentando que aunque contienen algunos consejos sólidos, los seminarios a menudo hacen hincapié en la compra de posesiones costosas. Hanna Rosin de The Atlantic argumenta que la teología de la prosperidad contribuyó a la burbuja inmobiliaria que causó la crisis financiera de finales de la década de 2000. Ella sostiene que las iglesias de la prosperidad enfatizaron fuertemente la propiedad de la vivienda basada en la confianza en la intervención financiera divina que llevó a decisiones imprudentes basadas en la capacidad financiera real.
La mayoría de las iglesias del movimiento de prosperidad son no confesionales e independientes, aunque algunos grupos han formado redes. Las iglesias de la prosperidad suelen rechazar el sistema de gobierno presbiteriano y la idea de que un pastor deba rendir cuentas a los ancianos; es común que los pastores de las iglesias de la prosperidad sean la máxima autoridad organizativa. Los críticos, incluyendo a Sarah Posner y Joe Conason, sostienen que los maestros de la prosperidad cultivan organizaciones autoritarias. Argumentan que los líderes intentan controlar las vidas de los adherentes reclamando la autoridad divinamente otorgada. Jenkins sostiene que la teología de la prosperidad se utiliza como una herramienta para justificar los altos salarios de los pastores.

## Recepción

### Análisis socioeconómico
En los Estados Unidos, el movimiento ha atraído a muchos seguidores de la clase media y es más popular en los pueblos y las zonas urbanas. En Exportar el Evangelio Americano: Fundamentalismo Cristiano Global Steve Brouwer, Paul Gifford y Susan Rose especulan que el movimiento fue alimentado por el desdén prevaleciente por el liberalismo social en los Estados Unidos que comenzó en la década de 1970. Rosin sostiene que la teología de la prosperidad surgió debido a tendencias más amplias, en particular el optimismo económico estadounidense de los años 50 y 90. Tony Lin, de la Universidad de Virginia, también ha comparado la enseñanza para manifestar el destino, la creencia del siglo XIX de que los Estados Unidos tenían derecho a Occidente. Marvin Harris argumenta que el enfoque de la doctrina en el mundo material es un síntoma de la secularización de la religión americana. Lo ve como un intento de cumplir el Sueño Americano usando el poder sobrenatural.

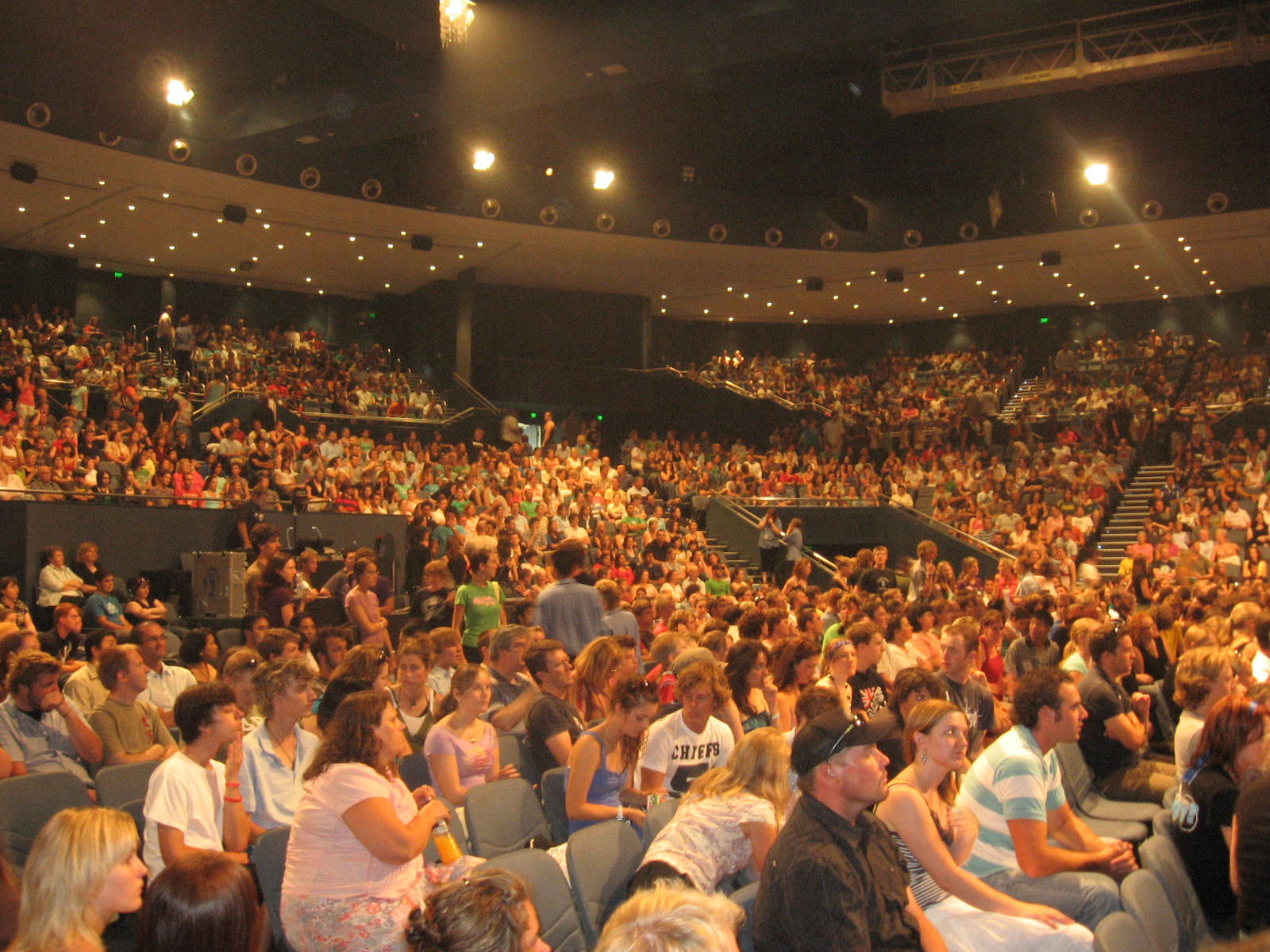
La iglesia de Hillsong en Sídney

La teología de la prosperidad se ha hecho popular entre los estadounidenses pobres, en particular entre los que buscan el progreso personal y social. Ha visto un crecimiento significativo en las iglesias negras e hispanas y es particularmente popular entre los inmigrantes. Los apologistas del movimiento señalan su diversidad étnica y sostienen que abarca una variedad de puntos de vista. Joel Robbins, de la Universidad de Cambridge, señala que la mayoría de los antropólogos atribuyen el atractivo de la teología para los pobres -especialmente en el Sur global- al hecho de que promete seguridad y ayuda a explicar el capitalismo. Simon Coleman desarrolló una teoría basada en la retórica de la doctrina y el sentimiento de pertenencia que le dio a los feligreses. En un estudio de la Iglesia de la Palabra de Vida de Suecia, señaló que los miembros se sentían parte de un complejo sistema de intercambio de regalos, dando a Dios y luego esperando un regalo a cambio (ya sea de Dios directamente o a través de otro miembro de la iglesia). La Iglesia de Hillsong, la mayor congregación de Australia, enseña una forma de teología de la prosperidad que enfatiza el éxito personal. Marion Maddox ha argumentado que este mensaje ha atraído a un número significativo de australianos con movilidad ascendente. Scott Morrison, que se convirtió en el 30.º primer ministro de Australia en agosto de 2018, es miembro de la Iglesia Horizonte, una iglesia pentecostal que cree en la teología de la prosperidad.
En una entrevista realizada en 1998 en Christianity Today, Bong Rin Ro, de la Escuela de Graduados en Teología de Asia, sugirió que el aumento de la popularidad de la teología de la prosperidad en Corea del Sur refleja una fuerte "influencia chamánica". Bong señaló los paralelismos entre la tradición de pagar a los chamanes por la curación y la doctrina contractual de la teología de la prosperidad sobre el dar y las bendiciones. Los problemas económicos de Asia, argumentó, fomentaron el crecimiento de la doctrina en Corea del Sur, aunque afirma que ignora a los pobres y necesitados. Durante la entrevista, declaró que veía que el problema empezaba a invertirse, citando llamadas a la renovación de la fe y otras prácticas. Cho Yong-gi, pastor de la Iglesia del Evangelio Completo de Yoido en Seúl, ha sido criticado por chamanizar el cristianismo. Esta crítica se ha centrado en sus ministerios de curación y exorcismo y su promesa de bendiciones materiales. El escritor cristiano malayo Hwa Yung ha defendido los ministerios de curación y exorcismo de Cho, argumentando que contextualizó con éxito el Evangelio en una cultura en la que el chamanismo aún prevalecía. Sin embargo, Hwa critica las enseñanzas de Cho sobre las bendiciones terrenales por no reflejar una confianza en la provisión diaria de Dios y por su fuerte enfoque en la riqueza terrenal.

### Comparaciones con otros movimientos
El historiador Carter Lindberg de la Universidad de Boston ha trazado paralelos entre la teología de la prosperidad contemporánea y el comercio de indulgencia medieval. También se han hecho comparaciones con el calvinismo, pero John T. McNeill discute la extendida idea semi-weberiana de que el calvinismo promovió la idea de la prosperidad como marcador de los elegidos. Coleman señala que varios movimientos cristianos anteriores al siglo XX en los Estados Unidos enseñaron que un estilo de vida santo era un camino hacia la prosperidad y que el trabajo duro ordenado por Dios traería bendición.
Coleman ha especulado que la teología de la prosperidad de hoy en día toma mucho prestado del movimiento del Nuevo Pensamiento, aunque admite que la conexión es a veces poco clara. Jenkins señala que los críticos establecen un paralelismo entre la teología de la prosperidad y el fenómeno del culto a la carga. Aunque cita la popularidad de la teología de la prosperidad en las comunidades agrarias africanas, sostiene que también puede tener similitudes con los rituales religiosos tradicionales africanos. J. Matthew Wilson, de la Universidad Metodista del Sur, compara el movimiento con la teología negra debido a su enfoque en la elevación de los grupos oprimidos, aunque señala que difiere en su concentración en el éxito individual más que en el cambio político corporativo.
Los observadores han propuesto que algunas doctrinas y creencias que se encuentran en La Iglesia de Jesucristo de los Santos de los Últimos Días (Iglesia SUD) recuerdan a la teología de la prosperidad, como una interpretación similar de Malaquías 3:10 que se encuentra entre los miembros SUD como entre la teología de la prosperidad protestante y los manuales de lecciones SUD que enseñan un "ciclo de prosperidad" que muestra que la riqueza material se deriva de la obediencia a Dios.

### Críticas
La corriente principal del evangelismo se ha opuesto sistemáticamente a la "teología de la prosperidad", ya que los ministerios de herejía y prosperidad han entrado frecuentemente en conflicto con otros grupos cristianos, incluidos los de los movimientos pentecostal y carismático. Críticos, como el pastor evangélico Michael Catt, han argumentado que la teología de la prosperidad tiene muy poco en común con la teología cristiana tradicional. Prominentes líderes evangélicos, como Rick Warren, Ben Witherington III, Jerry Falwell, y David Diamond han criticado duramente el movimiento, a veces denunciándolo como herético. Rick Warren propone que la teología de la prosperidad promueve simplemente la idolatría del dinero, y otros argumentan que las enseñanzas de Jesús de Nazaret indican en realidad un desdén por la riqueza material. En Marcos: Jesús, siervo y salvador, R. Kent Hughes señala que realmente habían sido algunos rabinos judíos del siglo I quienes retrataron las bendiciones materiales como un signo del favor de Dios, y cita la declaración de Jesús en Marcos 10:25 que "Es más fácil que un camello pase por el ojo de una aguja, que un rico entre en el reino de Dios" (KJV) como evidencia clave para oponerse a tal pensamiento.
Otros críticos del movimiento atacan las promesas hechas por sus líderes, argumentando que la amplia "liberación de problemas personales" que prometen es irresponsable. Los televangelistas también son a menudo criticados por abusar de la fe de sus oyentes al enriquecerse con grandes donaciones  mientras que la teología de la prosperidad no puede explicar adecuadamente la pobreza de los Doce Apóstoles, los principales seguidores de Jesús de Nazaret. Por ejemplo, algunos teólogos creen que la vida y los escritos del Apóstol Pablo, que se cree que experimentó un sufrimiento significativo durante su ministerio, están particularmente en conflicto con la teología de la prosperidad.  Cathleen Falsani, escritora de religión en un artículo de opinión en The Washington Post, señala el enfrentamiento de la teología de la prosperidad con las enseñanzas cristianas básicas "Jesús nació pobre y murió pobre. Durante su mandato terrenal, habló una y otra vez sobre la importancia de la riqueza y la salud espiritual. Cuando hablaba de la riqueza material, normalmente era parte de un cuento con moraleja".
En su libro "Salud, Riqueza y Felicidad", los teólogos David Jones y Russell Woodbridge caracterizan la doctrina como una teología pobre en conceptos. Sugieren que la justicia divina no se puede ganar solo con riquezas materiales y que la Biblia nunca promete a sus seguidores una vida fácil llena de riquezas y sin problemas. Argumentan que la "teología de la prosperidad" es inconsistente con el evangelio de Jesús y proponen que el mensaje central del evangelio sea la vida, muerte y resurrección de Jesús. Jones y Woodbridge ven la importancia de Jesús de Nazaret como algo vital, criticando el "evangelio de la prosperidad" por marginar las enseñanzas bíblicas en favor de un enfoque centrado casi exclusivamente en las necesidades humanas. En otro artículo, Jones critica la interpretación de la teología de la prosperidad del pacto de Abraham, la promesa de Dios de bendecir a los descendientes de Abraham, argumentando que esta bendición es espiritual y en realidad debería aplicarse a todos los cristianos sin importar si son ricos o no. También argumenta que los defensores de la doctrina malinterpretan la expiación, criticando su enseñanza de que la muerte de Jesús "eliminó la pobreza así como el pecado". Cree que esta enseñanza se deriva de un serio malentendido de la vida de Jesús y critica la enseñanza de Juan Avanzini de que "Jesús era rico" como una gran tergiversación, señalando que San Pablo a menudo enseñaba a los cristianos a renunciar a sus posesiones materiales. Aunque acepta las donaciones de dinero a us pastor como "loables", cuestiona los motivos de la teología de la prosperidad y critica la "Ley de la Compensación", que enseña que cuando los cristianos donan mucho, Dios deberá devolver más a cambio. Al contrario, Jones cita la enseñanza de Jesús de Nazaret instando a "dar, sin esperar nada a cambio". Jones y Woodbridge también señalan que Jesús mismo instruyó a sus seguidores a enfocarse en las recompensas espirituales y no en riquezas materiales, citando su mandato en Mateo 6:19-20 "No os hagáis tesoros en la tierra... sino que acumulen para ustedes tesoros en el cielo". Jones critica el punto de vista de la doctrina sobre la fe: no cree que la fe deba ser usada como una fuerza espiritual para el beneficio material de cada humano sino que debe ser vista como una aceptación desinteresada de Dios sin esperar una "retribución" de parte de Dios.
En 1980, el Consejo General de las Asambleas de Dios criticó la doctrina de la confesión positiva, señalando ejemplos de confesiones negativas en la Biblia (donde las figuras bíblicas expresan temores y dudas) que tuvieron resultados positivos y contrastando estos ejemplos con el enfoque en las confesiones positivas que enseña la teología de la prosperidad. El Concilio sostiene que la palabra griega bíblica que a menudo se traduce como "confesar" se traduce literalmente como "hablar lo mismo", y se refiere tanto a las confesiones positivas como a las negativas. La declaración también critica la doctrina por no reconocer la voluntad de Dios y negar su prioridad por encima de la voluntad del hombre , incluyendo sus deseos de riqueza, y los cristianos deben "reconocer la soberanía de Dios". La declaración critica además la teología de la prosperidad por pasar por alto la importancia de la oración, argumentando que la oración debe ser usada para todas las peticiones humanas, no simplemente la confesión positiva. El Consejo señaló que los cristianos deben esperar sufrimiento en esta vida. Instan a los lectores a aplicar pruebas prácticas a la confesión positiva, argumentando que la doctrina atrae a cristianos que ya viven en sociedades prósperas pero que muchos cristianos en otras sociedades son empobrecidos o encarcelados. Por último, el documento critica la distinción que hacen los defensores de la teología de la prosperidad en las dos palabras griegas que significan "hablar", argumentando que la distinción es falsa y que se utilizan indistintamente en el texto griego. El Concilio acusó a la teología de la prosperidad de tomar pasajes fuera de contexto para satisfacer sus propias necesidades, con el resultado de que la doctrina de la confesión positiva es contradictoria con el mensaje holístico de la Biblia.
En 2013, el presidente de la Convención Bautista Nigeriana criticó esta enseñanza como "dañina" y que la teología de la prosperidad se aparta del mensaje central de la Biblia, a saber, la cruz de Jesús.
En abril de 2015, el apóstol SUD, Dallin H. Oaks, declaró que la gente que cree en la teología de la prosperidad es engañada por las riquezas. Continuó diciendo que "la posesión de riquezas o ingresos significativos no es una marca de favor celestial, y su ausencia no es una evidencia de desfavor celestial". También citó cómo Jesús de Nazaret diferenció las actitudes hacia el dinero del joven rico en el Marcos 10:17-24, la parábola del buen samaritano, y el afán de riqueza que guio a Judas Iscariote en su traición. Oaks concluyó esta parte de su sermón destacando que "la raíz de todo mal no es el dinero sino el amor al dinero". Sin embargo, el mormonismo tiene una visible tradición empresarial y, a diferencia de los seguidores de la mayoría de las denominaciones protestantes principales, tienen muy poca ambivalencia sobre la adquisición de riqueza, a la cual bendicen sin mayor reparo. Un artículo de la revista Harper's Magazine afirmó que las creencias mormonas eran como el evangelio de la prosperidad y la ética de trabajo protestante "sobre los esteroides".
En 2015, el conocido pastor y defensor del evangelio de la prosperidad Creflo Dollar lanzó una campaña de recaudación de fondos para sustituir su jet privado anterior por un Gulfstream G650 de 65 millones de dólares.  En el episodio del 16 de agosto de 2015 de su serie semanal de HBO Last Week Tonight, el comediante estadounidense John Oliver satirizó la teología de la prosperidad al anunciar que había establecido "su propia iglesia exenta de impuestos", llamada "Nuestra Señora de la Exención Perpetua" (de la cual se autoproclamaba "pastor"). En un largo segmento, Oliver se burló en lo que él caracterizó como la conducta "depredadora" de los televangelistas que exigen repetidas donaciones de dinero en efectivo a personas con dificultades financieras o crisis personales, y criticó los muy poco estrictos requisitos para que cualquier grupo obtenga el estatus de iglesias exentas de impuestos bajo la ley tributaria de los Estados Unidos. Oliver dijo que en última instancia donaría cualquier dinero recaudado por la iglesia "Nuestra Señora de la Exención Perpetua" a Médicos Sin Fronteras.
En julio de 2018, Antonio Spadaro y Marcelo Figueroa, en la revista jesuita La Civiltà Cattolica, examinaron los orígenes del evangelio de la prosperidad en los Estados Unidos y lo describieron como una versión reduccionista del Sueño Americano que había ofrecido a miles de emigrantes oportunidades de éxito y prosperidad inalcanzables en el Viejo Mundo. Los autores distinguieron el evangelio de la prosperidad de la ética protestante de Max Weber, señalando que la ética protestante relacionaba la prosperidad con la austeridad y la laboriosidad inspiradas en la religión, mientras que el evangelio de la prosperidad veía la prosperidad como el simple resultado donde basta la fe personal por sí sola. Condenaron muchos aspectos del evangelio de la prosperidad, señalando en particular la tendencia de sus creyentes a no tener compasión por los pobres, ya que su pobreza material se consideraba una señal de que "no habían seguido las reglas" y por lo tanto no eran amados por Dios.
En 2019, el documental American Gospel: Christ Alone presentó un número de análisis críticos del evangelio de la prosperidad mientras seguía las historias de individuos cuyas vidas se habían cruzado con las enseñanzas de la prosperidad, incluyendo a Costi Hinn, sobrino de Benny Hinn.
De 2019 a 2022, varios pastores estadounidenses se disculparon por sus enseñanzas sobre la obligación del diezmo y la teología de la prosperidad, recordando que las amenazas de maldiciones por falta de pago del diezmo en Malaquías no se trataba de no cristianos, ya que citando la Epístola a los gálatas, Jesucristo trajo la maldición sobre él.

## Obras notables que abogan por la teología de la prosperidad
Entre las obras notables que abogan por la teología de la prosperidad se incluyen:
- Hill, Edward (2019). Prosperous Christian: 10 Commandments of Godly Prosperity. Pensacola: Best Seller Publishing. ISBN 978-1-949535-38-9. Archivado desde el original el 12 de agosto de 2020. Consultado el 17 de febrero de 2020.
- Lindsay, Gordon (1960). God's Master Key to Prosperity. Dallas: Christ for the Nations Institute. ISBN 978-0-89985-001-6.
- Osteen, Joel (2004). Your Best Life Now: 7 Steps to Living at Your Full Potential. New York: FaithWords. ISBN 978-0-446-53275-4.
- Roberts, Oral; Montgomery, G. H. (1966). God's Formula for Success and Prosperity. Tulsa: Abundant Life Publication. OCLC 4654539.
- Wilkinson, Bruce; Kopp, David (2000). The Prayer of Jabez: Breaking Through to the Blessed Life. Colorado Springs, CO: Multnomah Books. ISBN 978-1-57673-733-0.
- Ziglar, Zig (1975). See You at the Top. Gretna, La.: Pelican Pub. Co. ISBN 0-88289-126-X.
- Ziglar, Zig (2006). Better Than Good: Creating a Life You Can't Wait to Live. Nashville: Thomas Nelson Publishers. ISBN 978-0-7852-8919-7.
- Ziglar, Zig; Ziglar, Tom (2012). Born to Win: Find Your Success Code. Dallas: SUCCESS Media. ISBN 9780983156512.